# Niklas Tauer
Niklas Tauer, né le 17 février 2001 à Mayence en Allemagne, est un footballeur allemand qui évolue au poste de milieu défensif à Eintracht Brunswick, prêté par le FSV Mayence.

## Biographie

### En club
Né à Mayence en Allemagne, Niklas Tauer est formé par le FSV Mayence, club de sa ville natale. Le 27 septembre 2019, il signe son premier contrat professionnel,.
Le 11 septembre 2020, Niklas Tauer joue son premier match en professionnel lors d'une rencontre de coupe d'Allemagne face au TSV Havelse. Il entre en jeu ce jour-là à la place de Jean-Paul Boëtius et Mayence l'emporte finalement par cinq buts à un. Il joue son premier match en Bundesliga le 20 septembre suivant, en entrant en jeu lors d'une défaite face au RB Leipzig (3-1).
C'est également contre le RB Leipzig que Tauer connait sa première titularisation, le 15 août 2021, lors de la première journée de la saison 2021-2022. Son équipe s'impose ce jour-là par un but à zéro. Le directeur sportif du FSV Mayence, Martin Schmidt, déclare après la rencontre que Tauer, ainsi que Paul Nebel, incarnaient la prochaine génération du club.
En janvier 2023, Niklas Tauer rejoint le FC Schalke 04 sous la forme d'un prêt. Le transfert est annoncé dès le 21 décembre 2022.
Le 3 janvier 2024, Niklas Tauer rejoint le Eintracht Brunswick sous la forme d'un prêt jusqu'à la fin de la saison.

### En sélection
De 2018 à 2019, Niklas Tauer joue six matchs avec l'équipe d'Allemagne des moins de 18 ans. Il officie notamment une fois comme capitaine.
Niklas Tauer est sélectionné à cinq reprises avec l'équipe d'Allemagne des moins de 19 ans en 2019. Il marque son premier but dès sa deuxième apparition, le 9 septembre, donnant la victoire à son équipe contre l'Angleterre (1-0) et inscrit un second but face à la Biélorussie le 12 octobre (victoire 9-2 des Allemands).
Avec les moins de 20 ans, il joue six matchs entre 2020 et 2021, dont deux en tant que capitaine. Tauer marque également un but avec cette sélection, le 24 mars 2022, face à l'Italie. Il ouvre le score ce jour-là et les deux équipes se neutralisent (1-1 score final).

## Statistiques
| Saison                | Club                       | Championnat           | Championnat | Championnat | Coupe(s) nationale(s) | Coupe(s) nationale(s) | Total | Total |
| Saison                | Club                       | Division              | M.          | B.          | M.                    | B.                    | M.    | B.    |
| 2020-2021             | FSV Mayence                | Bundesliga            | 5           | 0           | 1                     | 0                     | 6     | 0     |
| 2021-2022             | FSV Mayence                | Bundesliga            | 11          | 0           | -                     | -                     | 11    | 0     |
| 2022-2023             | FSV Mayence                | Bundesliga            | 3           | 0           | 1                     | 0                     | 4     | 0     |
| Sous-total            | Sous-total                 | Sous-total            | 19          | 0           | 2                     | 0                     | 21    | 0     |
| 2022-2023             | Schalke 04 (prêt)          | Bundesliga            | -           | -           | -                     | -                     | 0     | 0     |
| 2023-2024             | Schalke 04 (prêt)          | 2. Bundesliga         | 1           | 0           | 1                     | 0                     | 2     | 0     |
| Sous-total            | Sous-total                 | Sous-total            | 1           | 0           | 1                     | 0                     | 2     | 0     |
| 2023-2024             | Eintracht Brunswick (prêt) | 2. Bundesliga         | 4           | 0           | -                     | -                     | 4     | 0     |
| Sous-total            | Sous-total                 | Sous-total            | 4           | 0           | 0                     | 0                     | 4     | 0     |
| Total sur la carrière | Total sur la carrière      | Total sur la carrière | 24          | 0           | 3                     | 0                     | 27    | 0     |